# Adi Adilović
Adi Adilović (Zenica, 20. veljače 1983.) bivši je bosanskohercegovački nogometni vratar.
Nastupao je za sve omladinske selekcije reprezentacije BiH. Karijeru je započeo u redovima zeničkog Čelika nakon čega, 2001. godine prelazi u FK Željezničar iz Sarajeva, s kojim osvaja dva nacionalna prvenstva, dva nacionalna kupa te jedan super kup, kao rezervni vratar Željezničara. 
Svoj debi za tim Željezničara imao je s nepunih 19 godina na kup utakmici s "FK Slavija" iz Istočnog Sarajeva. Nakon četiri godine provedene u FK Željezničar (2001-05.), jednu sezonu provodi u "NK Hrvatski dragovoljac" iz Zagreba, a nakon epizode u Zagrebu vraća se u Premijer ligu BiH, ali ovaj put u tim "NK Travnik" iz Travnika. U timu travničana, Adilović sakuplja 29 nastupa i ostaje jednu sezonu. Slijede nastupi za FK Sloboda Tuzla, gdje ostaje 6 mjeseci i nastupa na 13 utakmica. Nakon toga odlazi u Prvu slovensku ligu u redove prvoligaša "NK Interblock" iz Ljubljane gdje provodi dvije sezone, osvaja Pokal Hervis (Kup Slovenije), ali također 6 mjeseci provodi na posudbi u prvoligašu iz Ivančne Gorice "NK Livar". Ponovni povratak u BiH slijedi u 2009. godini u tim BH prvoligaša "NK Olimpik" iz Sarajeva.